# Cichla monoculus
Cichla monoculus ist eine großwüchsige südamerikanische Buntbarschart, die im Amazonas und den Unterläufen seiner Nebenflüsse (z. B. Rio Tefé, Rio Trombetas, Rio Tapajós und Rio Araguaia) bis zur Insel Marajó in der Amazonasmündung vorkommt. In Peru lebt sie auch im unteren Río Ucayali, in Ecuador und Peru im unteren Río Napo und an der Grenze zwischen Französisch-Guayana und Brasilien im Oyapock.

## Merkmale
Cichla monoculus erreicht eine maximale Standardlänge von mehr als 70 cm und ein Gewicht von 9 kg. Die Körperhöhe erwachsener Tiere liegt bei 28 bis 32,5 % der Standardlänge. Das Kopfprofil ist gerade aufsteigend oder leicht gebogen. Nur wenige Männchen, die länger sind als 30 cm, entwickeln im Nacken einen kleinen Höcker. Der Grundfärbung der Fische ist gelblich bis golden, olivfarben oder dunkelgrün mit einem goldenen Schimmer an den Körperseiten. Auf den Seiten befinden sich drei sich wenig von der Grundfärbung abhebende dunkelgraue Querbänder, die im Unterschied zu anderen Cichla-Arten schon direkt unter der Rückenflosse beginnen. Sie können bei großen Exemplaren zu großen Flecken auf dem Rücken reduziert werden. Der Bauch ist weiß, die Übergang zur Färbung der Flanken ist oft auffallend orange gefärbt. Die Iris ist rotgelb. Die Bauchflossen, die Afterflosse und der untere Abschnitt der Schwanzflosse sind orange bis dunkelrot. Der dunkle Augenfleck im oberen Bereich des Schwanzstiels ist von einem goldenen Ring umgeben. Jungfische sind olivfarben mit leicht messingfarbenem Schimmer.
Die Maxillare reicht etwa bis unter die Mitte der Orbita, der Unterkiefer bis unter ihren Hinterrand. Die Seitenlinie ist zweigeteilt. Die weichstrahligen Abschnitte von Rücken- und Afterflosse sind abgerundet und reichen nicht bis zur Schwanzflossenbasis. Die Schwanzflosse ist bei kleinen Exemplaren leicht eingebuchtet mit einer winkligen oberen Ecke und einer abgerundeten unteren, bei großen ganz leicht konvex. Sie ist bis auf ihren hinteren Rand und eine schmale Zone in der Flossenmitte dicht beschuppt. Brust- und Bauchflossen sind zugespitzt. Die Bauchflossen sowie Rücken- und Afterflosse sind teilweise beschuppt. Jungfische bis zu einer Standardlänge von 5 cm sind langgestreckter als die Alttiere. Brust-, Bauch- und Rückenflosse sind weitgehend unbeschuppt, die Schwanzflosse ist fast zur Hälfte beschuppt und die Afterflosse ist basal beschuppt.

## Lebensraum
Cichla monoculus wurde schon in verschiedenen Biotopen des Amazonasbeckens gefangen, besonders häufig jedoch in den Seen der Überschwemmungsebenen, sowohl im Schwarzwasser als auch im Weißwasser. Sie ist ein piscivorer Raubfisch. Die sonstige Lebensweise der Art ist bisher nicht näher untersucht worden.